# Liste der Biografien/Olb
Liste der Biografien |
Portal Biografien |
Personensuche
# |
A |
B |
C |
D |
E |
F |
G |
H |
I |
J |
K |
L |
M |
N |
O |
P |
Q |
R |
S |
T |
U |
V |
W |
X |
Y |
Z |
?
 
Oa |
Ob |
Oc |
Od |
Oe |
Of |
Og |
Oh |
Oi |
Oj |
Ok |
Ol |
Om |
On |
Oo |
Op |
Oq |
Or |
Os |
Ot |
Ou |
Ov |
Ow |
Ox |
Oy |
Oz
 
Ola |
Olb |
Olc |
Old |
Ole |
Olf |
Olg |
Olh |
Oli |
Olj |
Olk |
Oll |
Olm |
Oln |
Olo |
Olp |
Olr |
Ols |
Olt |
Olu |
Olv |
Olw |
Oly |
Olz
Die Liste der Biografien führt alle Personen auf, die in der deutschsprachigen Wikipedia einen Artikel haben. Dieses ist eine Teilliste mit 57 Einträgen von Personen, deren Namen mit den Buchstaben „Olb“ beginnt.

## Olb

### Olbe
- Olberg, Adolf (1894–1957), deutscher Forstwissenschaftler
- Olberg, Alfred von (1872–1947), preußischer Offizier und Autor von Kriegsberichten
- Olberg, Eduard von (1800–1863), preußischer Generalmajor
- Olberg, Franz (1767–1840), fürstlich anhaltinischer Medizinalrat und Leibarzt
- Ölberg, Hermann (1922–2017), österreichischer Albanologe und Interlinguist
- Olberg, Oda (1872–1955), sozialdemokratische Journalistin, die sich für Frauenemanzipation und sozialistische Eugenik einsetzte
- Olberg, Paul (1878–1960), livländischer Menschewik
- Ølberg, Petter (* 1960), norwegischer Diplomat
- Olbermann, Keith (* 1959), US-amerikanischer Moderator von Nachrichten- und Sportsendungen
- Olbers, Georg Heinrich (1790–1861), deutscher Jurist und Bremer Senator
- Olbers, Heinrich Wilhelm (1758–1840), deutscher Astronom und ArztHeinrich Wilhelm Olbers (1758–1840)

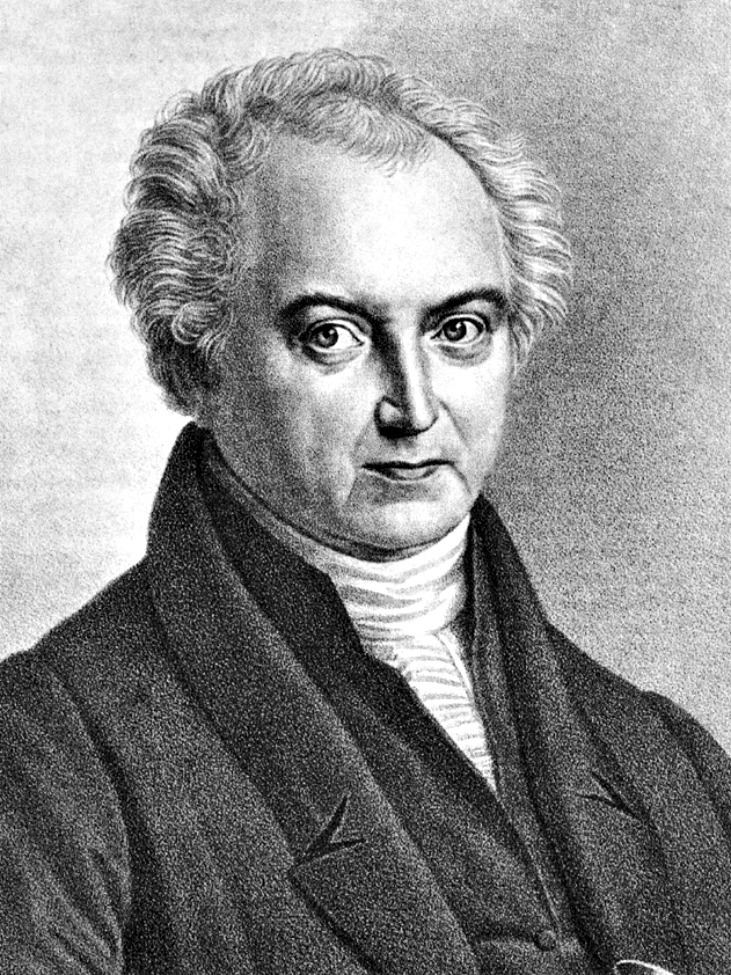
Heinrich Wilhelm Olbers (1758–1840)

- Olbers, Johann Georg (1716–1772), deutscher Theologe und Bremer Domprediger
- Olbert, Augustin (1895–1964), deutscher Bischof
- Olbert, Gerd (* 1948), deutscher Wasserballspieler
- Olbertz, Jan-Hendrik (* 1954), deutscher Erziehungswissenschaftler, Politiker (parteilos), Kultusminister von Sachsen-Anhalt, Präsident der Humboldt-Universität zu Berlin
- Olbertz, Manfred (1926–2002), deutscher Agrarwissenschaftler und Hochschullehrer

### Olbi
- Olbiades, antiker griechischer Maler
- Olbiński, Rafał (* 1943), polnischer Maler, Illustrator und Designer

### Olbo
- Olboeter, Hartmut (* 1940), deutscher Luftwaffenoffizier und Generalleutnant a. D.
- Olboeter, Karl (* 1898), deutscher Radrennfahrer

### Olbr
- Olbracht, Ivan (1882–1952), tschechischer Schriftsteller, Publizist, Journalist und Übersetzer deutscher Prosa
- Olbram von Škvorec († 1402), Erzbischof von Prag
- Olbrechts, Albert (1915–2018), deutscher Sportler und Unternehmer
- Olbrechts, Frans (1899–1958), belgischer Ethnologe, Kunstwissenschaftler und Museumsdirektor
- Olbrechts-Tyteca, Lucie (1899–1987), belgischer Literaturwissenschaftlerin
- Olbreuse, Eleonore d’ (1639–1722), durch Heirat Herzogin von Braunschweig-Lüneburg und Fürstin von LüneburgEleonore d’Olbreuse (1639–1722)

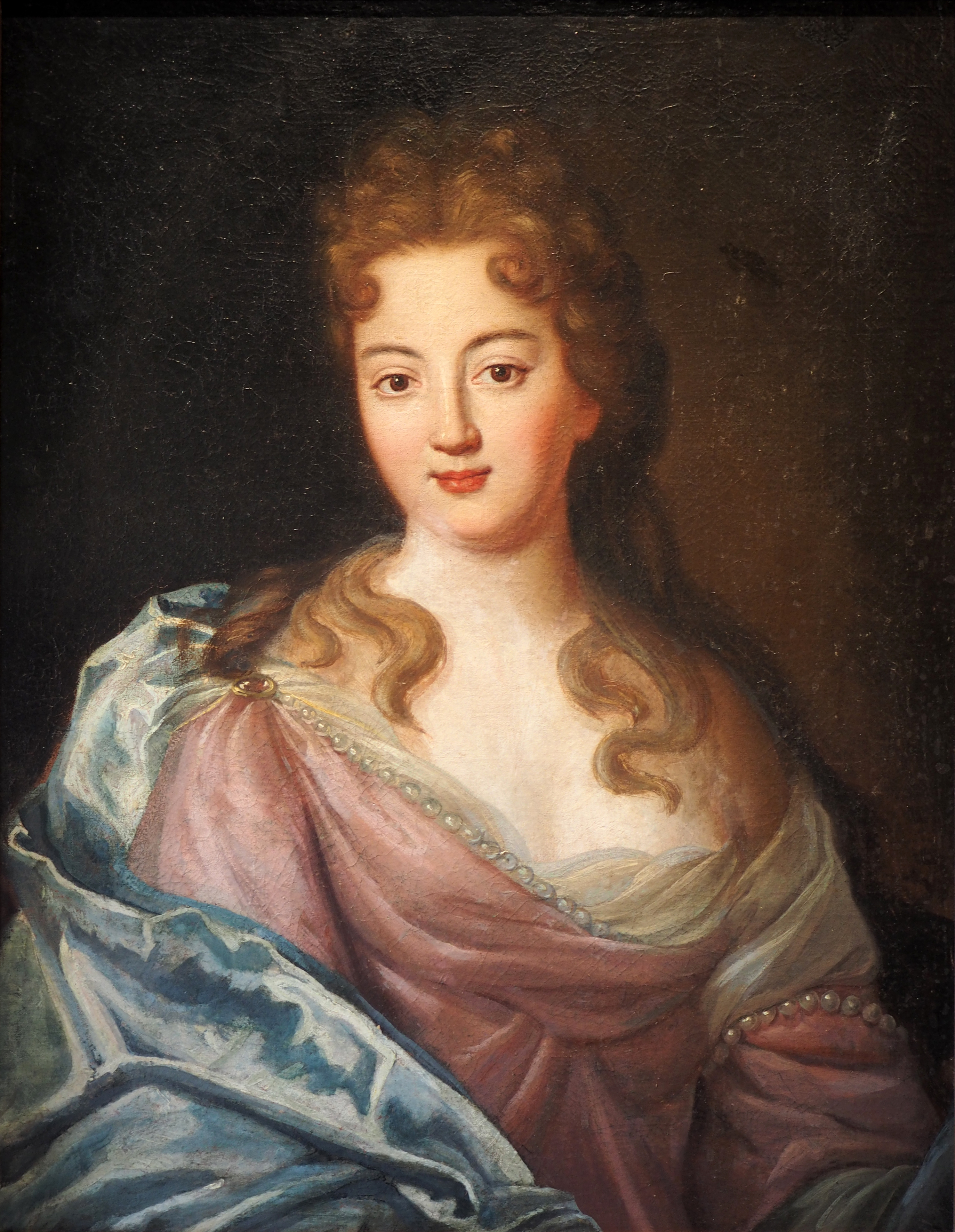
Eleonore d’Olbreuse (1639–1722)

- Olbrich, Alexander, deutscher Theaterschauspieler
- Olbrich, Alexander (* 1950), deutscher Diplomat
- Olbrich, Annika (* 1985), deutsche Schauspielerin
- Olbrich, Christa (* 1945), deutsche Pflegewissenschaftlerin
- Olbrich, Erhard (1941–2016), deutscher Entwicklungspsychologe
- Olbrich, Ernst (1889–1976), deutscher Maler
- Olbrich, Gerhard (1927–2010), deutscher Pädagoge, Maler und Bildhauer
- Olbrich, Heinz (1914–2009), deutscher Maler, Grafiker und Hochschullehrer
- Olbrich, Hubert (1924–2019), deutscher Lebensmitteltechnologe
- Olbrich, Irmgard (1858–1903), deutsche Theaterschauspielerin
- Olbrich, Johanna (1926–2004), deutsche Spionin (DDR)
- Olbrich, Jörg (* 1970), deutscher Schriftsteller
- Olbrich, Joseph Maria (1867–1908), österreichischer Architekt
- Olbrich, Jürgen O. (* 1955), deutscher Künstler, Herausgeber, Kurator
- Olbrich, Rainer (* 1963), deutscher Wirtschaftswissenschaftler
- Olbrich, Veronika (1893–1956), Lehrerin, MdV für CDU die der DDR
- Olbrich, Wilhelm (1894–1974), deutscher Verleger und Buchwissenschaftler
- Olbricht, Alexander (1876–1942), deutscher Maler
- Olbricht, Bernd (* 1956), deutscher Kanute
- Olbricht, Franz (1842–1907), österreichischer Architekt und Baumeister
- Olbricht, Friedrich (1888–1944), deutscher General der Infanterie im Zweiten Weltkrieg und im WiderstandFriedrich Olbricht (1888–1944)

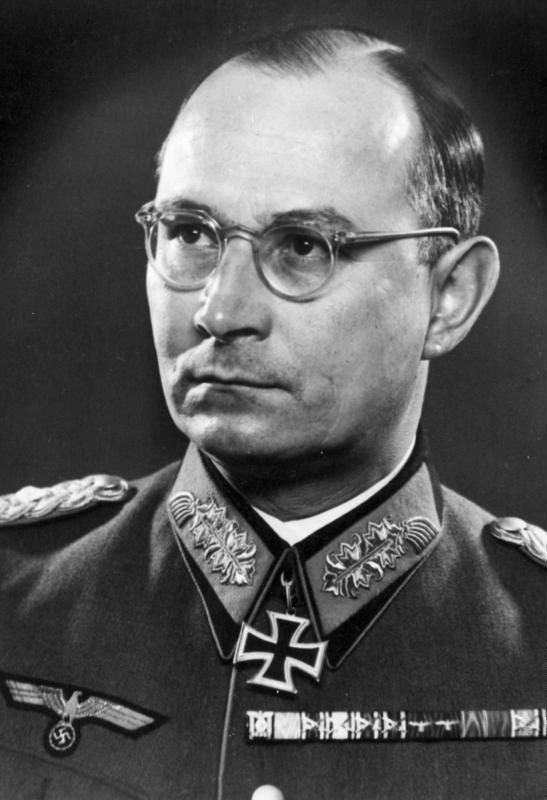
Friedrich Olbricht (1888–1944)

- Olbricht, Gudrun, deutsche Eiskunstläuferin
- Olbricht, Ingrid (1935–2005), deutsche Ärztin, Fachärztin für Neurologie und Psychiatrie und Autorin
- Olbricht, Peter (1909–2001), deutscher Sinologe
- Olbricht, Rudolf (1887–1967), deutscher Schriftsteller
- Olbricht, Thomas (* 1948), deutscher Kunstsammler und -mäzen, Chemiker und Arzt
- Olbrisch, Franz Martin (* 1952), deutscher Komponist
- Olbrychski, Daniel (* 1945), polnischer Schauspieler
- Olbrycht, Jan (* 1952), polnischer Politiker, MdEP
- Olbrysch, Karl (1902–1940), deutscher Politiker (KPD), MdR

### Olby
- Olby, Robert (1933–2020), englischer Hochschullehrer, Professor am Institut für Geschichte und Philosophie der Wissenschaften